# Bagley (Minnesota)
Bagley é uma cidade localizada no estado americano de Minnesota, no Condado de Clearwater.

## Demografia
Segundo o censo americano de 2000, a sua população era de 1235 habitantes.
Em 2006, foi estimada uma população de 1304, um aumento de 69 (5.6%).

## Geografia
De acordo com o United States Census Bureau tem uma área de
4,8 km², dos quais 4,7 km² cobertos por terra e 0,1 km² cobertos por água. Bagley localiza-se a aproximadamente 442 m acima do nível do mar.

## Localidades na vizinhança
O diagrama seguinte representa as localidades num raio de 20 km ao redor de Bagley.